# Monumento a España (Buenos Aires)
El Monumento a España, inaugurado en 1936, se halla en el barrio de La Boca, ciudad de Buenos Aires y fue realizado como un homenaje que la Nación Argentina le brindó a España, como símbolo de la unión de los dos pueblos. 
Es un conjunto escultórico, realizado por el argentino Arturo Dresco, cuya base es un gran basamento de granito rojo con un gran altorrelieve formado por 29 figuras que representan a todos quienes tuvieron que ver con la conquista y la colonización española, principalmente en la región del actual territorio argentino.

## Situación geográfica
Se encuentra en la Avenida España, al 2400 (justo antes de que tuerza al noreste), en la Plazoleta Ciudad de Salamanca, en la intersección con la calle Alférez de Navío Francisco Pareja, en el barrio de La Boca e integra el llamado Paseo de la Costanera Sur.

## Historia

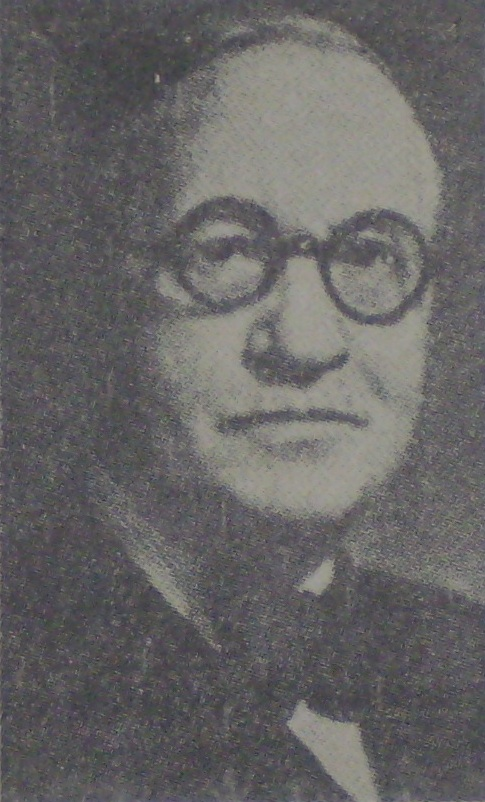
Arturo Dresco.

Se trata de la obra más conocida del escultor argentino Arturo Dresco (1875-1961).
El monumento fue donado por el gobierno nacional y encargado al artista por la Comisión del Centenario, en 1910. Fue inaugurado recién el 13 de octubre de 1936 por el intendente Mariano de Vedia y Mitre.
Su realización fue consecuencia de una retribución del monumento que la Argentina recibió de España, que está situado en la Avenida Sarmiento, conocido como el Monumento de los españoles, (cuyo verdadero nombre es La Carta Magna y las cuatro regiones argentinas). 
Durante la visita que hizo a la Argentina en los años '90 la reina Sofía de España, se acordó que el Monumento a España sería trasladado a la Avenida 9 de Julio (calle Lima) en su intersección con la Avenida de Mayo, lugar donde actualmente se encuentra el Monumento al Quijote, una obra controvertida inaugurada en 1980. Sin embargo esto no se llevó a cabo.

## Descripción
El autor manifestó en su momento que intentó con su obra "compendiar un pedazo de historia hispanoamericana que podría ser la del descubrimiento, la conquista, la colonización o el virreinato".
Consiste de un gran basamento de granito rojo en el que tiene grabado en su centro la frase: Fecunda, Civilizadora, Eterna.
Sobre el basamento se apoyan 29 personajes que resumen fragmentos de la historia relacionados con el descubrimiento y la conquista de América.
- En el centro:
  - abajo: Cristóbal Colón arrodillado frente a Isabel la Católica.
  - en lo más alto del monumento: dos esculturas representan, respectivamente, a una joven de pie (la Argentina) y a una mujer madura, sentada (España).
- En los laterales:
  - Juan Díaz de Solís (mira al noreste).
  - Fernando de Magallanes(mira al suroeste).
- En la cara que mira hacia el noroeste:
  - Ala noreste: Alvar Núñez Cabeza de Vaca, Domingo Martínez de Irala, Jerónimo Luis Cabrera, Sebastián Elcano y, sentado, el Obispo Centenera.
  - Ala sudoeste: Sebastián Gaboto, Bartolomé de Las Casas (una aborigen desnuda se arrodilla a sus pies), Juan de Garay y Pedro de Mendoza.
- En la cara que mira al sureste: 
  - Juan José de Vértiz y Salcedo, Pedro de Cevallos, Francisco Solano y Hernandarias de Saavedra. También una personificación de un niño aborigen desnudo.
  - Sacerdote Fernández, Félix de Azara, Joaquín del Pino y Rozas, Pedro Cerviño, Baltasar Hidalgo de Cisneros y otra personificación de un niño aborigen desnudo.

El monumento constaba de una placa de bronce de la Asociación Patriótica Española que tenía grabada los nombres de los españoles que acompañaron a Cristóbal Colón en el Descubrimiento del Nuevo Mundo.